# دوبيرلاو
دوبيرلاو هي قرية تقع في إقليم كوفاسنا في رومانيا.

## السكان
حسب إحصائيات 2002 بلغ عدد سكان القرية 2,330 نسمة.